# Imperia Cognati

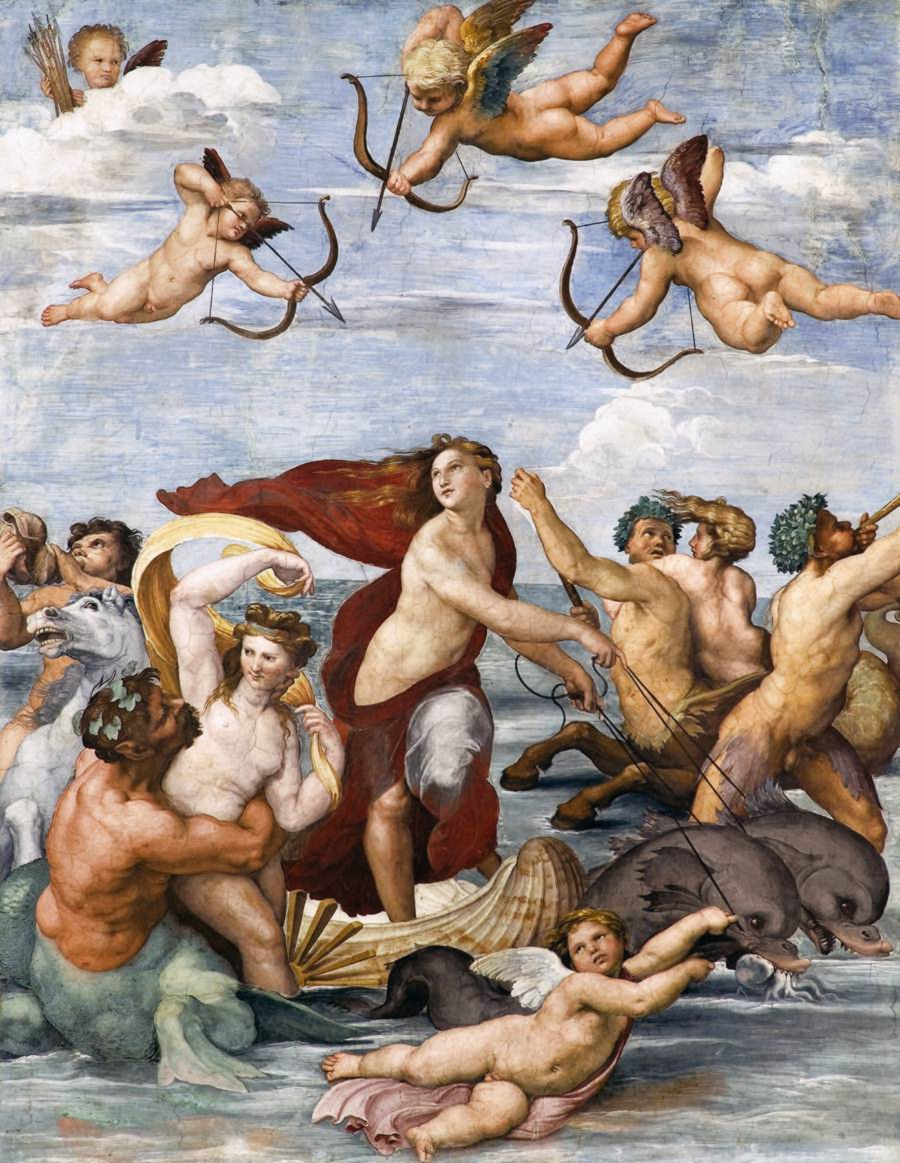
El Triunfo de Galatea, 1511, Rafael.

Imperia Cognati, también conocida como Imperia La Divina (Roma, 3 de agosto de 1486-Roma, 15 de agosto de 1512), fue una cortesana romana. Se la considera la primera cortesana famosa, nueva clase creada a finales del siglo XV.
A mediados de ese siglo, los cortesanos de la corte papal comenzaron la costumbre de contratar acompañantes femeninas para acompañarlos en su vida cortesana profana. Dado que los cortesanos papales eran clérigos que tenían prohibido casarse, las mujeres no podían ser casaderas, pero al mismo tiempo debían ser instruidas y educadas para poder conversar y participar en la vida social de élite. Se creó así una nueva clase de prostitutas en la Europa cristiana: la cortesana que luego se difundió de Roma a otras partes de Europa, e Imperia fue la primera representante famosa de este nuevo tipo humano. Las cortesanas, prostitutas de lujo, eran mantenidas por un cliente principal, protector constante, pero entretenían abiertamente a otros clientes temporales.

## Biografía
Imperia era hija de Diana de Pietro Cognati (según otras fuentes Cugnati, Corgnati), una prostituta romana. Su padre se llamaba Paris, o "De Paris". Se ha teorizado que pudiera ser Paris de Grassis, el maestro de ceremonias del papa Julio II. Imperia se autodenominaba en los documentos como Imperia (de Pietro) Cognati, mientras en su testamento se refirió a sí misma como Imperia de Paris. Más tarde sería llamada Lucrezia, que era el nombre de su hija y probablemente no su nombre propio.
Hay más incertidumbres sobre el año y sobre el lugar de su nacimiento. Algunas fuentes afirman que nació el 3 de agosto de 1481, otras de 1486. El lugar de nacimiento viene comúnmente indicado como Roma, o más precisamente la Vía Alessandrina en el barrio del Borgo. En cambio, también se llegó a decir que procedía de Ferrara.
Eligió el nombre de Imperia como cortesana y empezó su actividad después del nacimiento de su hija. Pronto considerada el arquetipo de cortesana, las fuentes contemporáneas elogian su encanto e inteligencia. El banquero Agostino Chigi, considerado en la época el banquero más rico del mundo, era su cliente principal. Financió el estilo de vida lujosa de Imperia, que tenía un palacio en Roma y una villa en el campo.
Cortejada por los hombres de la corte papal y por miembros de las familias nobles, aceptaba solo pocos clientes. Entre estos, el célebre pintor Rafael.
Numerosas anécdotas demuestran su ingenio: una inscripción sobre el portal de su palacio invitaba a entrar sólo a aquellos que llegaran con buen humor y vino y partieran dejando dinero o caros regalos. En su época se decía que Roma había sido bendecida dos veces por los dioses: Marte les dio el Imperio romano mientras Venus les dio a Imperia.

### Amantes conocidos
- Filippo Beroaldo el joven, poeta y bibliotecario.
- Angelo del Bufalo, banquero.
- Agostino Chigi, banquero.
- Angelo Colocci, secretario papal bajo León X.
- Tommaso Inghirami, bibliotecario papal.
- Blosio Palladio, poeta y arquitecto.
- Rafael Sanzio, pintor.
- Jacopo Sadoleto, a continuación cardenal.

### Muerte
Una leyenda narra que Imperia se envenenó el 13 de agosto de 1512, después de haber hecho testamento. Murió dos días después, a pesar de las luminarias médicas convocadas por Chigi a su cabecera. Entre los motivos del suicidio, quizás el fin de la aventura con Ángelo del Bufalo, del cual estaba sinceramente enamorada; o quizás el hecho de sentirse reemplazada por la más joven amante de Chigi. Hay quien sostiene que el papa Julio II había pedido su muerte tras una discusión.
Pietro Aretino, contemporáneo suyo, escribe en cambio que Imperia murió rica, venerada y digna en su propia casa.
Agostino Chigi financió un majestuoso funeral en Roma, un hecho sensacional para una prostituta. Su mausoleo en San Gregorio al Celio no ha sobrevivido.

## Familia
A los diecisiete años dio a luz a su hija Lucrezia. La paternidad de la niña no está clara, pero muchos historiadores asumen que Chigi era el padre de Lucrezia; lo afirmó él mismo también. En el testamento de Imperia de 1512, Lucrezia fue nombrada heredera con el cantor de la capilla papal Paolo Trotti como padrino.
Imperia hizo a Agostino Chigi, Ulisse Lanciarini de Fano y Paolo y Diana de Trevi los albaceas de su testamento y pidió a Chigi organizar un buen matrimonio para su hija. Lucrezia creció en Siena o en el convento de Santa Maria en Campo Marzio, llevando una vida protegida y virtuosa antes de casarse con Arcangelo Colonna y tener dos hijos. Aun en 1521, hubo una batalla judicial con su abuela Diana a la que solo le fueron entregados 100 ducados por voluntad de Imperia. El 9 de enero de 1522, Lucrezia se envenenó como única forma de rechazar los avances del cardenal Raffaello Petrucci. Sobrevivió a la tentativa de suicidio y fue considerada una mujer aún más virtuosa.
La existencia de una segunda hija de Imperia con Chigi, Margarita, no ha sido demostrada en documentos y es puesta en duda por los historiadores.

## En la ficción
- Imperia La Divina es protagonista de una de las Novelle de Mateo Bandello.
- Era amiga de Rafael y fue para él motivo de inspiración: como musa, como Galatea en el Triunfo de Galatea de la Villa Farnesina, como Safo en el Palacio del Vaticano y como Sibila sobre la tumba designada de Chigi en la iglesia de Santa Maria della Pace.[12]
- Honoré de Balzac se inspiró en Imperia para el personaje de una cortesana en su relato La belle Impéria (1832), ambientado en la época del Concilio de Constanza, cien años antes de la muerte de la Imperia histórica.
- La figura de la Imperia de Balzac fue representada por el pintor alemán Lovis Corinth en 1925 e inspiró la estatua de Imperia (1993) en el puerto de Constanza.
- Imperia fue interpretada por la actriz Manuela Arcuri en la película televisiva Imperia, la grande cortigiana (2005).
- Imperia aparece como personaje en la novela I lupi del Vaticano (2013) de Gina Buonaguro y Janice Kirk.